# تور کاش اینجا بودی
تور کاش این‌جا بودی (به انگلیسی: Wish You Were Here Tour) که اشاره به تور آمریکای شمالی هم دارد یک کنسرت از گروه موسیقی پراگرسیو راک پینک فلوید بود که در سال ۱۹۷۵ در حمایت و معرفی آلبوم جدیدشان «کاش این‌جا بودی» برگزار شد. این تور شامل دو بخش در ایالات متحده، سواحل شرق و سواحل غرب، و یک کنسرت هم در فستیوال Knebworth لندن بود.
در این تور آهنگ «دودی بگیر» معرفی شد و آهنگ «بدرخش ای الماس مجنون» به دوقسمت تقسیم شد و «دودی بگیر» در بین آن دو بخش قرار گرفت.
آخرین اجرای این تور هدلاین‌کردن فستیوال Knebworth بود که با حضور هنرمندانی نظیر استیو میلر بند و کپیتن بیف‌هارت و روی هارپر (کسی که به پینک فلوید پیوسته بود تا آهنگ «دودی بگیر» را بخواند). فستیوال Knebworth آخرین اجرایی بود که گروه همراه با راجر واترز به اجرای آهنگ پژواک‌ها و اجرای کامل نیمه تاریک ماه پرداخت.

## لیست آهنگ‌ها

### قسمت اول
- نسخه‌های اولیه از آهنگ «گوسفند» با نام «Raving and Drooling»
- نسخه‌های اولیه از آهنگ «سگ‌ها» با نام «You've Got to Be Crazy»
- بخش‌های اول تا پنجم از «بدرخش ای الماس مجنون»
- «دودی بگیر»
- بخش‌های ششم تا نهم «بدرخش ای الماس مجنون»

### قسمت دوم
- اجرای کامل نیمه تاریک ماه

### گاهی اوقات
- «پژواک‌ها»

## اعضای گروه
- نیک میسون - درامز
- ریچارد رایت - کیبوردز، خواننده
- دیوید گیلمور - گیتار و خواننده
- راجر واترز - گیتار بیس و خواننده

### همراه با
- دیک پری - ساکسفون